# ÍB 베스트만나에이야르
ÍB 베스트만나에이야르(아이슬란드어: Íþróttabandalag Vestmannaeyja, 약칭 ÍBV)는 1924년에 창단된 아이슬란드 베스트만나에이야르 제도의 축구 클럽이다.
IB 베스트만나에이야르는 리그 우승 3회, 컵 대회 우승 4회의 기록을 갖고 있다.

## 성적
- 랜드스반카데일딘

우승 (3): 1979, 1997, 1998
- 아이슬란드 컵

우승 (4): 1968, 1972, 1981, 1998

## 선수 명단

### 현역
- 마크 윌슨(2022 ~ )
- 케빈 브루(2023 ~ )
- 조르당 은클루루(2023 ~ )

## 역대 감독
| 감독                | 임기        |
| ------------------- | ----------- |
| 헤이미르 하들그림손 | 2002        |
| 헤이미르 하들그림손 | 2006 ~ 2011 |